# Epistrophe bifasciata
Epistrophe bifasciata är en tvåvingeart som beskrevs av Suster och Zilberman 1958. Epistrophe bifasciata ingår i släktet brynblomflugor, och familjen blomflugor.
Artens utbredningsområde är Rumänien. Inga underarter finns listade i Catalogue of Life.